# Kakegurui
Kakegurui (japanisch 賭ケグルイ) ist eine Manga-Serie von Homura Kawamoto und Tōru Naomura, die seit 2014 in Japan erscheint. Sie wurde als Anime-Fernsehserie und Drama-Serie adaptiert und in mehrere Sprachen übersetzt. Die deutschen Ausgaben sind auch als Kakegurui – Das Leben ist ein Spiel bekannt.

## Inhalt
An der Privatschule Hyakkaou werden nur Kinder sehr reicher und einflussreicher Eltern unterrichtet. Und da diese von ihren Privatlehrern schon das meiste gelernt haben, werden sie an der Schule vor allem durch Glücksspiel in Strategie, List und dem Durchschauen des Gegners geschult. Entsprechend den Gewinnen und Verlusten ändert sich ihr Ansehen in der Schule. Mit der Schülerratspräsidentin Kirari Momobami kam noch ein weiteres Element hinzu: Wer zu viel Geld verzockt und seinen Beitrag an den Schülerrat nicht zahlen kann, wird zum Sklaven der anderen Schüler, was Haustierstatus genannt wird. Dies trifft auch Ryota Suzui, der gegen Mary Saotome viel Geld verliert.
Kurz nach Ryotas Niederlage kommt Yumeko Jabami neu in die Klasse. Das Mädchen scheint sehr naiv zu sein, und Ryota will sie schützen. Doch beim ersten Spiel gegen Mary zeigt die zunächst unbedarft wirkende Yumeko, dass sie ihre Gegner durchschauen und schließlich im Spiel schlagen kann. Ryota wird von ihr dabei aus seiner Sklavenrolle befreit. So kommt es von da an immer wieder zu Spielen Yumekos gegen ihre Klassenkameraden, in denen sie neue Spiele kennenlernen muss und dabei von Ryota unterstützt wird.

## Veröffentlichung
Der Manga erscheint seit 2014 im Magazin Gangan Joker bei Square Enix. Der Verlag brachte die Kapitel auch in bisher 18 Sammelbänden heraus. Zwischen 19. September 2015 und 22. Mai 2023 erschien im gleichen Magazin der Ableger Kakegurui Twin, der von Kei Saiki gezeichnet wird. Die Sammelausgabe umfasst insgesamt 14 Bände. Außerdem erscheint der Ableger Kakegurui Midari von Hiiragi Yuichi sowie ein Yonkoma-Manga von Taku Kawamura.
Eine deutsche Übersetzung der Serie erscheint seit Mai 2018 bei Altraverse mit bisher 18 Bänden (Stand: Januar 2025). Der Ableger Kakegurui Twin wurde von Altraverse zwischen April 2020 und April 2024 vollständig veröffentlicht. Von April 2022 bis März 2023 erschien auch Kakegurui Midari vollständig auf Deutsch. Yen Press bringt den Manga auf Englisch heraus, ECC Ediciones auf Spanisch, J-Pop auf Italienisch und Ching Win Publishing auf Chinesisch. 

### Liste der Manga-Bände
| Band             | Japan            | Japan                   | Deutschland        | Deutschland             |
| Band             | Veröffentlichung | ISBN                    | Veröffentlichung   | ISBN                    |
| ---------------- | ---------------- | ----------------------- | ------------------ | ----------------------- |
| 1                | 22. Okt. 2014    | ISBN 978-4-7575-4449-9. | 31. Mai 2018       | ISBN 978-3-96358-036-9. |
| 2                | 22. Dez. 2014    | ISBN 978-4-7575-4510-6. | 26. Juli 2018      | ISBN 978-3-96358-037-6. |
| 3                | 22. Juni 2015    | ISBN 978-4-7575-4672-1. | 20. Sep. 2018      | ISBN 978-3-96358-038-3. |
| 4                | 22. Dez. 2015    | ISBN 978-4-7575-4837-4. | 22. Nov. 2018      | ISBN 978-3-96358-039-0. |
| 5                | 21. Mai 2016     | ISBN 978-4-7575-4983-8. | 17. Jan. 2019      | ISBN 978-3-96358-040-6. |
| 6                | 22. Feb. 2017    | ISBN 978-4-7575-5251-7. | 21. März 2019      | ISBN 978-3-96358-041-3. |
| 7                | 22. Juni 2017    | ISBN 978-4-7575-5382-8. | 16. Mai 2019       | ISBN 978-3-96358-042-0. |
| 8                | 22. Aug. 2017    | ISBN 978-4-7575-5448-1. | 11. Juli 2019      | ISBN 978-3-96358-043-7. |
| 9                | 27. Jan. 2018    | ISBN 978-4-7575-5594-5. | 12. September 2019 | ISBN 978-3-96358-044-4. |
| 10               | 22. Aug. 2018    | ISBN 978-4-7575-5816-8. | 14. November 2019  | ISBN 978-3-96358-389-6. |
| 11               | 22. März 2019    | ISBN 978-4-7575-6000-0. | 14. Februar 2020   | ISBN 978-3-96358-399-5. |
| 12               | 21. Dez. 2019    | ISBN 978-4-7575-6437-4. | 7. Aug. 2020       | ISBN 978-3-96358-545-6. |
| 13               | 22. Juni 2020    | ISBN 978-4-7575-6703-0. | 12. Feb. 2021      | ISBN 978-3-96358-720-7. |
| 14               | 22. Feb. 2021    | ISBN 978-4-7575-7101-3. | 17. Sep. 2021      | ISBN 978-3-96358-996-6. |
| 15               | 21. Okt. 2021    | ISBN 978-4-7575-7533-2. | 18. Juli 2022      | ISBN 978-3-7539-0678-2. |
| 16               | 22. Sep. 2022    | ISBN 978-4-7575-8147-0. | 13. Mai 2024       | ISBN 978-3-7539-2168-6  |
| 17               | 22. Juli 2023    | ISBN 978-4-7575-8674-1  | 15. Mai 2023       | ISBN 978-3-7539-1623-1  |
| 18               | 22. Juli 2024    | ISBN 978-4-7575-9308-4  | 13. Jan. 2025      | ISBN 978-3-7539-3098-5  |
| Kakegurui Twin   |                  |                         |                    |                         |
| 1                | 22. Dez. 2015    | ISBN 978-4-7575-4838-1. | 9. April 2020      | ISBN 978-3-96358-485-5. |
| 2                | 21. Mai 2016     | ISBN 978-4-7575-4984-5. | 12. Juni 2020      | ISBN 978-3-96358-486-2. |
| 3                | 22. Feb. 2017    | ISBN 978-4-7575-5252-4. | 7. August 2020     | ISBN 978-3-96358-487-9. |
| 4                | 22. Juni 2017    | ISBN 978-4-7575-5383-5. | 13. November 2020  | ISBN 978-3-96358-488-6. |
| 5                | 22. Juli 2017    | ISBN 978-4-7575-5414-6. | 12. Februar 2021   | ISBN 978-3-96358-489-3. |
| 6                | 27. Jan. 2018    | ISBN 978-4-7575-5595-2. | 21. Mai 2021       | ISBN 978-3-96358-490-9. |
| 7                | 22. Aug. 2018    | ISBN 978-4-7575-5817-5. | 20. Aug. 2021      | ISBN 978-3-96358-491-6  |
| 8                | 23. März 2019    | ISBN 978-4-7575-6064-2. | 12. Nov. 2021      | ISBN 978-3-96358-492-3. |
| 9                | 21. Dez. 2019    | ISBN 978-4-7575-6438-1. | 21. Feb. 2022      | ISBN 978-3-7539-0468-9. |
| 10               | 22. Juni 2020    | ISBN 978-4-7575-6704-7. | 23. Mai 2022       | ISBN 978-3-7539-0469-6. |
| 11               | 22. Feb. 2021    | ISBN 978-4-7575-7102-0. | 19. Sep. 2022      | ISBN 978-3-7539-0921-9. |
| 12               | 21. Okt. 2021    | ISBN 978-4-7575-7534-9. | 22. Jan. 2023      | ISBN 978-3-7539-0922-6  |
| 13               | 22. Sep. 2022    | ISBN 978-4-7575-8148-7. | 15. Mai 2023       | ISBN 978-3-7539-1622-4  |
| 14               | 22. Juli 2023    | ISBN 978-4-7575-8675-8. | 15. Apr. 2024      | ISBN 978-3-7539-2167-9  |
| Kakegurui Midari |                  |                         |                    |                         |
| 1                | 22. Juli 2017    | ISBN 978-4-7575-5415-3. | 19. Apr. 2022      | ISBN 978-3-7539-0252-4. |
| 2                | 27. Jan. 2018    | ISBN 978-4-7575-5597-6. | 18. Juli 2022      | ISBN 978-3-7539-0253-1. |
| 3                | 22. Aug. 2018    | ISBN 978-4-7575-5819-9. | 14. Nov. 2022      | ISBN 978-3-7539-0254-8. |
| 4                | 22. Juni 2020    | ISBN 978-4-7575-6706-1. |                    |                         |

## Anime-Adaption
2017 entstand unter der Regie von Yuichiro Hayashi eine 12-teilige Anime-Adaption des Mangas. Hauptautor der Produktion von Studio MAPPA war Yasuko Kobayashi. Das Charakterdesign stammt von Manabu Akita und die künstlerische Leitung lag bei Haruka Matsuda und Masanobu Nomura.
Die Serie wurde vom 1. Juli bis 23. September 2017 von den Sendern Tokyo MX, MBS, BS11, RKB und TVA in Japan ausgestrahlt. Netflix veröffentlichte den Anime auf Deutsch, Englisch, Französisch, Spanisch, Portugiesisch und Italienisch.
Die zweite Staffel erschien in Deutschland am 13. Juni 2019 auf Netflix.

### Synchronisation
| Rolle               | Japanische Stimme | Deutsche Stimme    |
| ------------------- | ----------------- | ------------------ |
| Mary Saotome        | Minami Tanaka     | Saskia Weckler     |
| Yumeko Jabami       | Saori Hayami      | Nadine Schreier    |
| Ryōta Suzui         | Tatsuya Tokutake  | Jesse Grimm        |
| Itsuki Sumeragi     | Yuuki Wakai       | Florentine Draeger |
| Runa Yomozuki       | Mayu Udono        | Daniela Reidies    |
| Sayaka Igarashi     | Ayaka Fukuhara    | Jenny Maria Meyer  |
| Yumemi Yumemite     | Yū Serizawa       | Linda Fölster      |
| Yuriko Nishinotouin | Karin Nanami      | Maria Wardzinska   |
| Midari Ikishima     | Mariya Ise        | Franciska Friede   |
| Kirari Momobami     | Miyuki Sawashiro  | Lotta Doll         |
| Kaede Manyuuda      | Tomokazu Sugita   | Nils Rieke         |

### Musik
Die Musik der Serie wurde komponiert vom Technoboys Pulcraft Green-Fund. Das Vorspannlied ist Deal with devil von Tia. Für die Abspanne wurden die Lieder Koi no Russian Roulette (恋のロシアンルーレット) von Saori Hayami und Yū Serizawa sowie LAYon-theLine von D-Selections verwendet.

## Realverfilmung
Unter der Regie von Tsutomu Hanabusa entstand für 2018 auch eine Realverfilmung des Mangas für das japanische Fernsehen. Die 10 Folgen wurden vom 15. Januar bis 19. März 2018 von MBS und TBS ausgestrahlt.

## Rezeption
Die Sammelbände verkauften sich in Japan jeweils über 100.000 mal in den ersten Wochen nach Erscheinen.
Im Tagesspiegel wird der Manga vor allem für Fans von No Game No Life oder „Play-or-Die“-Plots empfohlen, auch wenn noch offen ist ob die Serie die Spannung des ersten Bandes halten kann. Die Geschichte entwerfe „eine erbarmungslose Klassengesellschaft, deren Geheimnisse und moralisch fragwürdigen Funktionsweisen nach und nach ans Tageslicht gezerrt werden“ und die von der Protagonistin Yumeko demontiert wird – ohne dass diese dabei hehre Ziele verfolgt, sondern nur aus Lust am Spiel. Die Spiele seien teils ebenso abwegig und absurd wie die Einsätze. Erzählt wird mit klassischen Filmtechniken wie starkes Zoomen und Schuss-Gegenschuss-Schnitten, wie sie auch bei ähnlichen Serien über Spiele üblich sind. Die großteils digital entstandenen Zeichnungen zeigten individuelle Gesichtszüge und ausgeprägte Mimik und verliehen einen „passenden Hochglanz-Casino-Look“, der aber auch etwas steril daherkomme.